# روبيرت يارني
 روبيرت يارني  لاعب كرة قدم كرواتي سابق ومدرب حالي من مواليد 26-10- 1968 يوغوسلافيا. يعتبر من أبرز لاعبي منتخب يوغوسلافيا سابقا وكرواتيا في التسعينات وأحد أفضل واسرع اللاعبين في العالم في مركز الظهير الأيسر.

## اللاعب يارني عن قرب
كانت بدايات يارني في سنة 1986 في كرة القدم ولكن البدايات الحقيقية في المشاركة مع الأندية العريقة كانت في سنه 1989 مع أحد الأندية الكرواتية الكبيرة في المنطقة ولكن مستواه المبهر مع ناديه الكرواتي جعل عيون أوروبا وعيون الأندية الأوروبية تلتفت لهذه الدولة التي كانت تعيش في تلك الفترة صراعات سياسية كانت تحبط من عزيمة السكان وخاصة الحروب الأهلية وحروب بين الجيران وهذا كان سببه تفكك الاتحاد السوفيتي مما أثار أطماع الدول المتفككة في زيادة حجم أراضيها ، وفي هذه الفترات ظهر يارني من الصراع إلى لعبة السلام.

## مميزات اللاعب روبيرت يارني
كان من المدافعين المعتمد عليهم دائما نظرا لان أي مهاجم بالعالم لا يستطيع الفرار أو التخلص من يارنى وذالك لسبب واحد وهو انه اسرع لاعب جناح في كره القدم بالإجماع.وكان يارنى صاحب قدم يسرى قويه جدا فكان يجيد التسديدات البعيده
وكان ينفذ الضربات الحرة البعيده وكان من أفضل من يقوم بهجوم معاكس وذلك بسبب سرعته التي بهرت الكثيرين فكان يارنى يقطع 100 متر في 10 ثوانى واقل بقليل فهذه السرعة الجنونيه التي اتصف بها يارنى مكنته في النجاح بجميع الانديه التي لعب لها وكان نصيب يارنى من هذا المستوى الرائع هو اقحامه من قبل المدربين جميعا في تشكيله كرواتيا.

## روابط خارجية
- روبيرت يارني على موقع الاتحاد الدولي (مؤرشف)  (الإنجليزية)
- روبيرت يارني على موقع الاتحاد الأوربي (الإنجليزية)
- روبيرت يارني على موقع اتحاد كرواتيا (الكرواتية)
- روبيرت يارني على موقع قاعدة بيانات كرة القدم.إي يو (الإنجليزية)
- روبيرت يارني على موقع ناشيونال فوتبول تيمز (الإنجليزية)
- روبيرت يارني على موقع عالم كرة القدم.نت (الإنجليزية)
- روبيرت يارني على موقع GSA (الإنجليزية)